# Taxi (Album)
Taxi ist das dritte Studioalbum des deutschen Sängers und Songwriters Bosse.

## Entstehung
Da Bosse aufgrund des geringen Erfolges der beiden Vorgängeralben Kamikazeherz und Guten Morgen Spinner von seinem Label EMI gekündigt wurde, produzierte er sein drittes Album Taxi in Eigenregie. Unterstützt wurde er dabei von Produzent Jochen Naaf. Die beiden nahmen das Album in Naafs Wohnzimmer auf.
Das Album wurde mit etwa 10.000 € und Unterstützung von der Firma Scoop Music herausgebracht. Es stieg auf Platz 96 der Charts ein (mit ca. 890 verkauften Exemplaren). Beim Vertrieb des Albums wurden sie vom Label Rough Trade Distribution unterstützt. Die Firma Zebralution (Kurt Thielen) brachte das Album zusätzlich bei iTunes heraus. Ausgehend vom Musikvideo für 3 Millionen bei YouTube stieg das Interesse an der Platte, sodass weitere 5.000 Exemplare gepresst werden mussten.
Bosse selbst sagte über das Album:

„Auf meinem Debüt ‚Kamikazeherz‘ gab es noch unendlich viele Wege, auf ‚Guten Morgen, Spinner‘ waren es vielleicht noch zwei und jetzt, jetzt bin ich angekommen.“

Das Album kennzeichnet sich durch den Einsatz von Akustikgitarren im Intro vieler Lieder und klassische Klaviertöne. Teilweise kommen auch Bratschen und Geigen zum Einsatz.
Auf dem Album findet sich zudem ein gemeinsamer Song Vereinfachen mit Sebastian Madsen. Bosse war im Vorfeld der Albumveröffentlichung als Support mit Madsen auf Tournee.

## Titel, Cover
Der Titel lautet Taxi, da es auf dem Album häufig um Momente geht, die aufhören oder die mal waren. Das Taxi symbolisiert dabei etwas, das einen fortbewegt oder an einen neuen Ort bringt.
Auf dem Cover ist Bosse in einer schwarzen Jacke auf einer Straße zu sehen. Im Hintergrund sind zwei verlassene Plattenbauten mit teilweise eingeschlagenen Scheiben. Oben rechts ist in schwarzer Schrift unterstrichen BOSSE zu lesen, darunter in klein Taxi. Über dem Schriftzug fliegt eine Möwe.

## Titelliste
1. 3 Millionen – 4:13
2. Der Sommer ist noch lang – 3:12
3. Gegen Murphy – 3:52
4. All die Dinge – 3:06
5. Tanz mit mir – 3:05
6. Liebe ist leise – 3:16
7. Vereinfachen – 2:19
8. Die Kunst des Verlierens – 2:49
9. Alter Strand – 3:38
10. Irgendwo Dazwischen – 3:10
11. Matrosen – 3:27
12. Augen Schließen – 4:11

## Auskopplungen
Die Videos zu den ersten drei Liedern 3 Millionen, Liebe ist leise und Sommer Lang wurden von Bosses Sandkastenfreund Christopher Häring kostenlos gedreht.

### 3 Millionen
Als erste Single wurde 3 Millionen im Januar 2009 ausgekoppelt. Das Lied konnte sich zwar nicht in den deutschen Singlecharts platzieren, wurde allerdings viel im Radio gespielt. Auf der Single sind zusätzlich die Lieder Resümee und Wie wir zu leben haben vertreten, die zuvor schon auf der EP Kurzstrecke veröffentlicht wurden. Das Cover zeigt eine Vielzahl von Möwen, die nach rechts schauen, wobei eine einzige in die andere Richtung guckt.
3 Millionen ist eine Hommage an Berlin. Das Lied beschreibt die Gefühle eines Großstadt-Melancholikers auf der Suche nach dem eigenen Gegenstück. Im Video zu 3 Millionen ist Laura Tonke zu sehen, die mit einem Bündel bunter Luftballons durch Berlin läuft.

### Liebe ist leise
Liebe ist leise wurde im April 2009 veröffentlicht. Die Single enthält zusätzlich das Lied Penny. Das Video zu Liebe ist leise stellt die gefilmte Vorgeschichte zur ersten Single 3 Millionen dar. Darstellerin ist wieder Laura Tonke. Sie erhält hierbei das Luftballonbündel von einem Elefanten im Ballerinakostüm.

### Sommer lang
Sommer Lang wurde als dritte Single im August 2009 ausgekoppelt. Bosse wird dabei von der Frida-Gold-Sängerin Alina Süggeler unterstützt. Das zugehörige Video wurde am Elbstrand gedreht. Es wird ein Grillabend unter Freunden gezeigt. U.a. sind auch Sasha und der damalige MTV-Moderator Markus Schultze zu sehen.

### Tanz mit mir
Tanz mit mir wurde zwar nicht als Single ausgekoppelt, allerdings wurde ein Video zu dem Lied gedreht und im Oktober 2009 veröffentlicht. Die Idee zum Video stammte von Kim Frank, der auch Regie führte. Das Video zeigt einen Mann mittleren Alters, der in seinem Wohnzimmersessel sitzt und eigentlich in Ruhe Fernsehen will. In seinem Fernseher tanzt und singt allerdings Bosse und verschiedene tanzende Personen (Cheerleader, Clowns, eine Flamencotänzerin, ein Robotertänzer) kommen hinzu. Schließlich folgt der Mann der Aufforderung „Tanz mit mir“ und bewegt sich begeistert mit.

## Kritik
„Im ‚Taxi‘ nimmt sich der Hamburger Songschreiber eben dieses Credo zu Herzen. Er hat lange pausiert, intensiv an seinen Stücken gefeilt, Unplugged-Gigs gespielt und in der Reduktion den Weg zu sich selbst gefunden. Die wuchtigen Rockbretter der beiden Vorgänger klingen hier nur noch verhalten an, stattdessen dominieren Akustikgitarren, Piano und Streicher. Dieser Authentizitäts-Gestus lehnt sich durchaus an Melancholie-geprägte Kollegen wie Kettcar und PeterLicht an. Er prägt das Werk und jeden der zwölf Titel. […] Das Taxi fährt also auf jeden Fall in die richtige Richtung. Bei Gelegenheit zusteigen bitte.“

„Fest steht: Bosse hat an seinen Texten gedreht, ist dort angekommen, wo man ihn nach ‚Guten Morgen Spinner‘ niemals erwartet hätte. Und auch die Songs gehen weiter, klingen nett und gut, bleiben hängen. Dass man diverse andere deutschsprachige Künstler aufzählen könnte, die das schon irgendwie in besser hinbekommen haben, sei dahingestellt. Bosse hinkt zwar hinterher, aber das auf sehr sympathische Weise.“

„"Taxi" ist fast ein Konzeptalbum über die Liebe, das uns direkt auf die Tanzfläche der Indi-Diskos katapultiert und eben dieses macht es so unglaublich wundervoll.“

„‚Taxi‘ handelt von Liebe, Freundschaft und Gefühlen. ‚Mädchen-Musik‘ könnte man leichtfertig sagen; stimmt auch zum Teil. Denn es ist kein durch Testosteron geformtes Werk, das erst bei 2 Promille Spaß und Sinn macht. Nein! Intelligente Texte auf einem Album für die oft zitierte einsame Insel.“

## Taxi Tour 2009
Diese Liste ist eine Übersicht der Konzerte die bei Bosse Taxi Tour 2009 gespielt wurden. Als Vorband bei allen Konzerten trat die Band Frida auf.
| Datum         | Stadt             | Veranstaltungsort   | Land        |
| ------------- | ----------------- | ------------------- | ----------- |
| 6. März 2009  | Dortmund          | Suite023            | Deutschland |
| 7. März 2009  | Bielefeld         | Forum               | Deutschland |
| 11. März 2009 | Oberhausen        | Druckluft           | Deutschland |
| 12. März 2009 | Berlin            | Kleiner Postbahnhof | Deutschland |
| 13. März 2009 | Hamburg           | Knust               | Deutschland |
| 14. März 2009 | Lingen (Ems)      | Alter Schlachthof   | Deutschland |
| 17. März 2009 | Frankfurt am Main | Nachtleben          | Deutschland |
| 18. März 2009 | München           | 59 to 1             | Deutschland |
| 19. März 2009 | Köln              | Luxor               | Deutschland |
| 21. März 2009 | Stuttgart         | Jugendhaus West     | Deutschland |